# 도루드
도루드(페르시아어: دورود)는 이란 로레스탄주의 도시로 인구는 198,026명(2006년 기준)이다. 도시 이름은 페르시아어로 "2개의 강이 만나다"를 뜻한다.